# Kristian Kristiansen (polarforskare)
Kristian Kristiansen (även kallad Trana och Kristian Grönland), född 16 februari 1865 i Ogndals härad i nuvarande Steinkjers kommun, Trøndelag fylke, död 30 juni 1943 i Steinkjer, Trøndelag fylke, var en norsk polarforskare. Han var en av medlemmarna i Fridtjof Nansens expedition till Grönland 1888–1889.

## Biografi
Kristian Kristiansen var son till Kristian Olsen och Karen Johnsdatter och föddes på torpet Grinda, tillhörande gården Trana, i dåvarande Ogndals härad, nära Steinkjer. Han blev i unga år van vid mångsidigt arbete både på land och till sjöss. Han blev bekant med Otto Sverdrup efter att Sverdrups far Ulrik köpte gården Trana 1874. Efter konfirmationen arbetade Kristiansen som dräng på Trana. Han gjorde sig ett namn som skidåkare när han, vid 13 års ålder, kom på andra plats i ett skidlopp där han deltog i 16-årsklassen. 

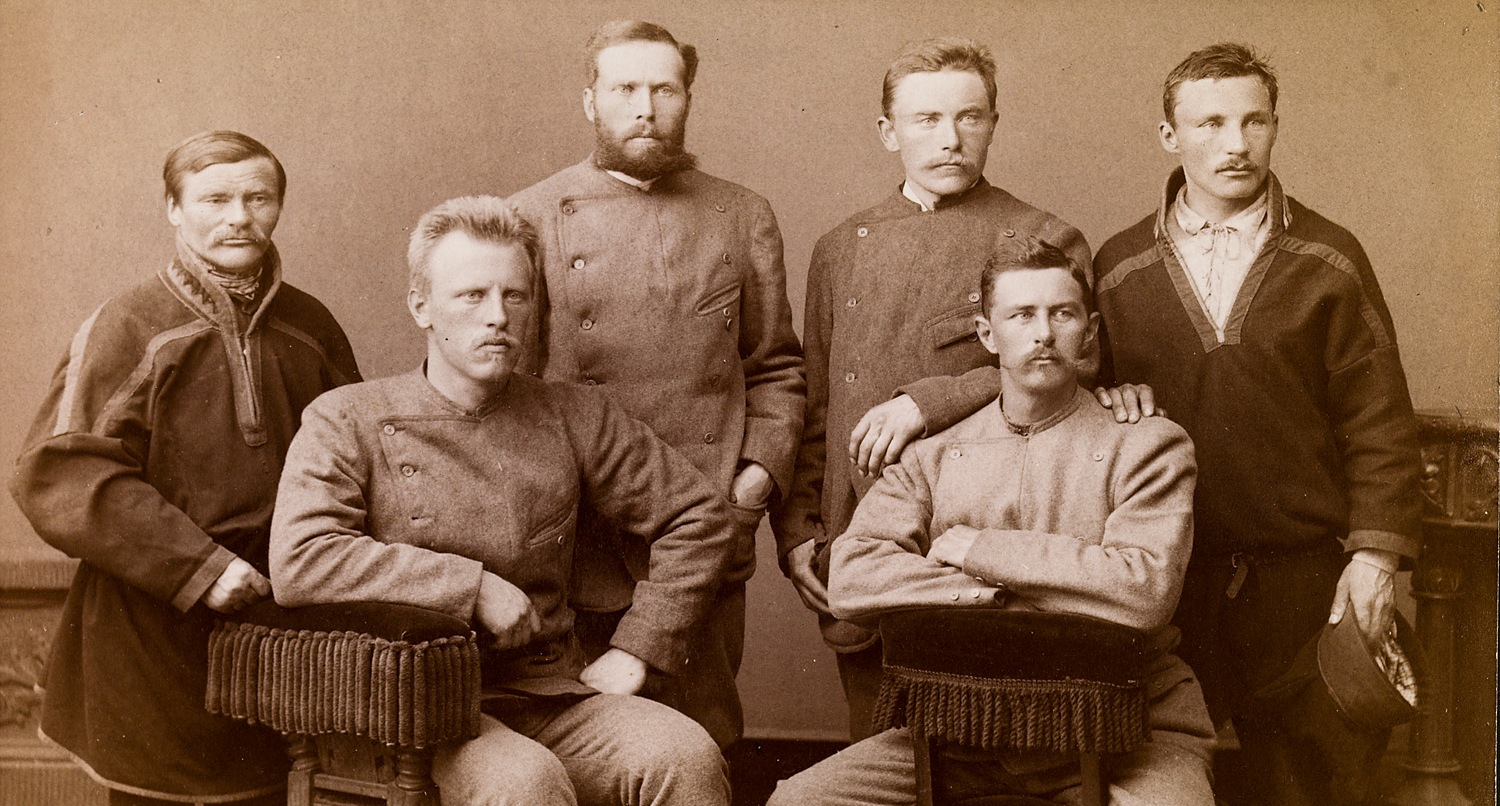
De sex medlemmarna i Grönlandsexpeditionen: Ole Nilsen Ravna, Fridtjof Nansen, Otto Sverdrup, Kristian Kristiansen (Trana), Oluf Christian Dietrichson och Samuel Balto.

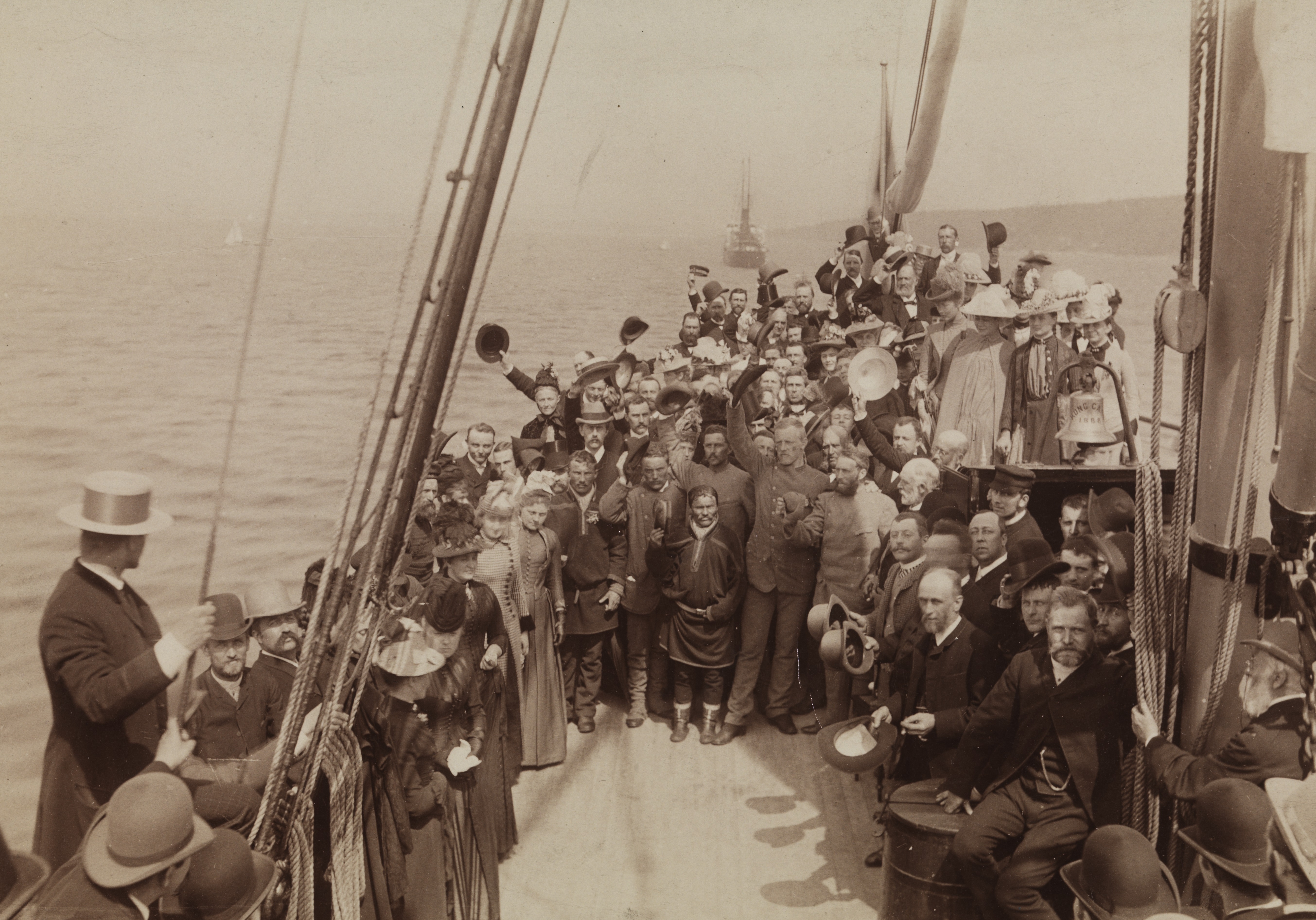
De sex medlemmarna i Grönlandsexpeditionen tillsammans med passagerare ombord på "Kong Carl" på väg hem till Kristiania 1889.

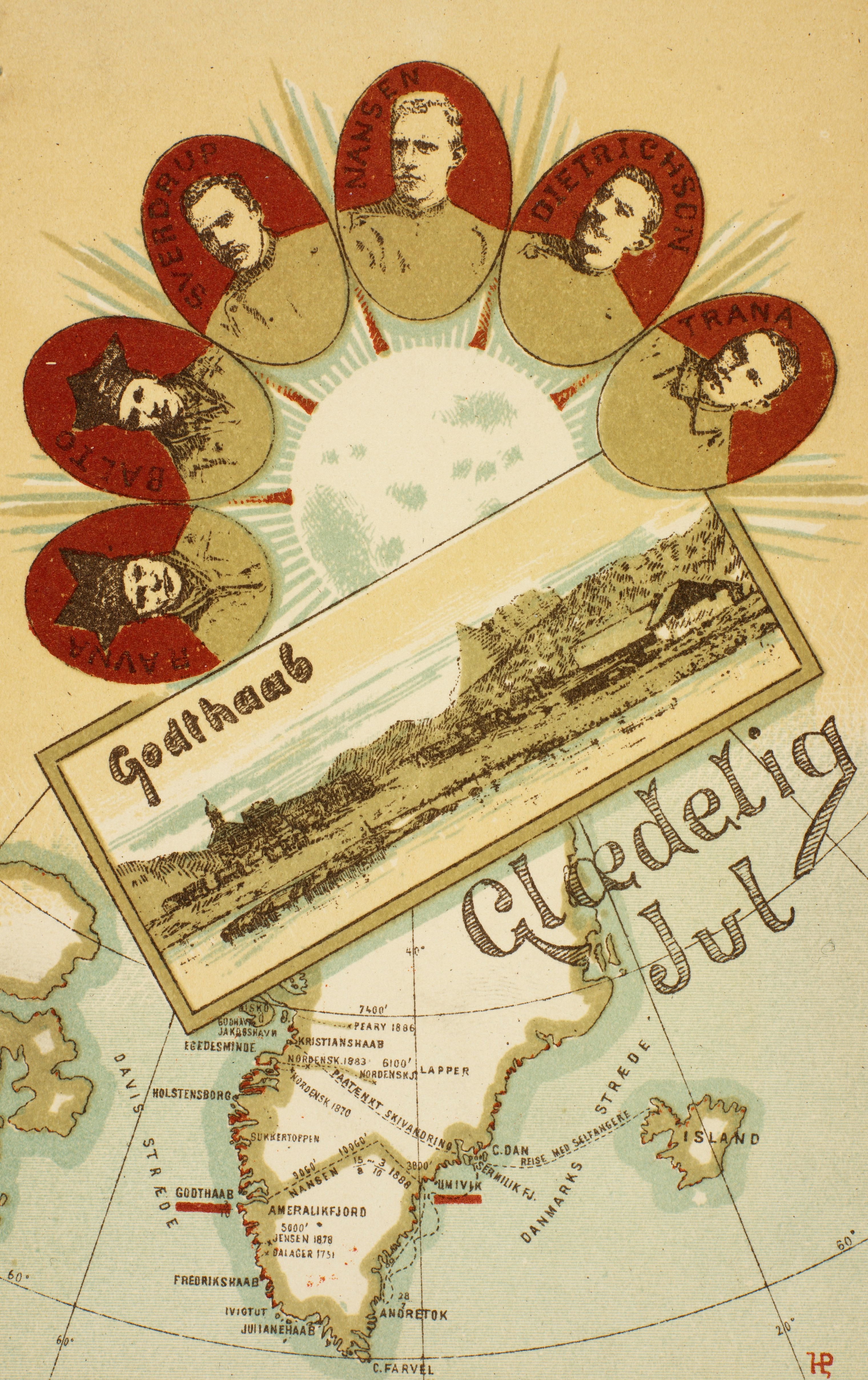
Vykort med porträtt av medlemmarna i Grönlandsexpeditionen: Ole Nielsen Ravna, Samuel Balto, Otto Sverdrup, Fridtjof Nansen, Oluf Christian Dietrichson och Kristian Kristiansen (Trana).

Han deltog i Fridtjof Nansens expedition till Grönland 1888–1889 som dess yngste medlem. De övriga medlemmarna i expeditionen var sjömannen och polarforskaren Otto Sverdrup, officeren och polarforskaren Oluf Christian Dietrichson, den samiske renskötaren och äventyraren Ole Nilsen Ravna och den samiske upptäcktsresanden Samuel Balto. Expeditionen var den första att korsa Grönlands inlandsis på skidor, en sträcka från Umivik på ostkusten till Godthåb (nuvarande Nuuk) på västkusten.
När Nansens expedition anlände till Kristiania (nuvarande Oslo) 30 maj 1889 välkomnades de av en jublande folkmassa. Kristiansen och Sverdrup fortsatte via Trondheim till Steinkjer, där de välkomnades av borgmästaren och magistraten och fördes till folks jubel i procession genom stadens gator.
Förutom ett par år i USA i slutet av 1890-talet bodde Kristiansen resten av sitt liv i Steinkjer. Efter hemkomsten från Grönland arbetade han på Trana som lantarbetare i några år, men blev så småningom platsförman på ett sågverk. 1905 började han som förvaltare i hamnen, på Indherreds Aktie Dampskibsselskab, ett jobb han innehade resten av sitt liv. Han var en återkommande gäst vid Sørsikaia (Steinkjers hamn) när innherredsbåtarna anlände.
Han mottog förtjänstmedaljer från Norge, Sverige och Danmark. Han mottog även Steinkjer Skidklubbs hedersmedlemsmedalj vid klubbens 50-årsjubileum 29 december 1935.
Han har en gata uppkallad efter sig på Sneppen i Steinkjer, "Kristian Kristiansens gate", som passerar huset där han bodde i 47 år. En byst och en minnesplakett uppfördes 2017 på Steppen till Kristiansens ära. Bysten göts i koppar av Kristiansens sonson Kjell Rasmussen efter en gipsmodell tillverkad av en numera okänd konstnär på 1950-talet.
Han begravdes på statens bekostnad 6 juli 1943 i Steinkjer.